# Каламос
Ка́ламос (греч. Κάλαμος) — горный остров в Ионическом море, в Греции, в составе Ионических островов. Входит в общину (дим) Лефкас в периферийной единице Лефкасе в периферии Ионических островах. Население 496 жителей по переписи 2011 года. Площадь составляет 25,122 квадратного километра, протяженность береговой линии — 32 километра.

## География
Остров расположен к востоку от Лефкаса, между Меганисионом и материковой Грецией. Рельеф преимущественно гористый с наивысшей точкой 754 метра над уровнем моря. На остров два населённых пункта, крупнейший — одноимённая деревня с населением 454 жителя по переписи 2011 года, расположен на восточном побережье острова. Из порта Каламоса осуществляется регулярное паромное сообщения с портом Митикас на материке. Вторая деревня — Эпископи с населением 42 жителя по переписи 2011 года.

## История
Деревня Кефали (Κεφάλι), также известная как венецианское поселение Порто-Леоне, была покинула жителями после землетрясения в Ионическом море в 1953 году, которое разрушило систему водоснабжения острова. Однако церковь, уцелевшая после стихии по-прежнему используется местными жителями.
В начале 90-х годов система водоснабжения острова была восстановлена. Кроме того, все дороги, ранее не имевшие твердого покрытия, были заасфальтированы или вымощены камнем. Каламос, некогда отдаленный остров без электричества и системы водоснабжения, в настоящее время имеет все современные удобства.
Ближайший лицей и гимназия находятся на материке, в Этолии и Акарнании, однако большинство учеников отправляются на учебу в Нидрион на Лефкасе.

## Сообщество Каламос
В общинное сообщество Каламос входят два населённых пункта. Население 496 жителей по переписи 2011 года. Площадь сообщества 24,964 квадратного километра.
| Населённый пункт | Население (2011), человек |
| ---------------- | ------------------------- |
| Каламос          | 454                       |
| Эпископи         | 42                        |

## Население
В летний период население увеличивается в несколько раз, благодаря прибывающим на остров туристам.
| Год  | Население, человек |
| ---- | ------------------ |
| 1981 | 454                |
| 1991 | 424                |
| 2001 | 510                |
| 2011 | ↘ 496              |